# Stejnopohlavní manželství v Rakousku
Rakousko umožňuje homosexuálním párům uzavírat stejnopohlavní manželství od 1. ledna 2019, přičemž již od 1. ledna 2010 zde fungovalo registrované partnerství (Eingetragene Partnerschaft)

## Registrované partnerství

### Partnerské soužití
24. července 2003 vydal Evropský soud pro lidská práva rozhodnutí v kauze Karner vs. Rakousko, které následně 24. července 1997 zveřejnil. Žalobce, který zemřel v r. 2000 ještě před vynesením rozhodnutí, se v r. 1995 obrátil na soud, protože mu jeho pronajímatel odmítnul po smrti druha obnovit nájemní smlouvu. Podle rakouských zákonů přechází nájemní smlouva zemřelé osoby automaticky na její rodinné členy. Po neúspěchu u soudů nižší instance se rakouský Ústavní soud postavil na stranu pronajímatele s tím, že za „spolužijící osobu“ (Lebensgefährte) lze považovat pouze osobu opačného pohlaví. Evropský soud pro lidská práva došel k závěru, že takový přístup odporuje Úmluvě o ochraně lidských práv a základních svobod. Toto rozhodnutí zaručilo spolužijícím homosexuálním párům stejná práva jako mají nesezdané heterosexuální páry.
Tou dobou Sociálně demokratická strana Rakouska (SPÖ) a Zelení – Zelená alternativa tvořily ve vládě konzervativní Rakouské lidové strany (ÖVP) opozici. Obě středolevicové strany usilovaly o registrované partnerství. Nejprve v červnu 2004 předložila Zelená alternativa návrh o občanském paktu (německy:Zivilpakt) vytvořený podle francouzského vzoru. V prosinci 2004 se SPÖ rozhodla učinit průlomové politické rozhodnutí v otázce rovného zacházení se stejnopohlavními páry. Kromě registrovaného partnerství se stala strana otevřenou i pro možnost legalizace stejnopohlavního manželství. V květnu 2005 začlenila Zelená alternativa stejnopohlavní manželství do svého volebního programu. Zelení si velmi považovali červnového referenda ve Švýcarsku legalizujícího registrovaného partnerství a volali po stejném přístupu i v Rakousku. V dubnu 2006 se vídeňská část SPÖ postavila po bok Zelených v explicitní podpoře legalizaci stejnopohlavního manželství spolu s možností společné adopce dětí.

### Legalizace registrovaného partnerství
Po rakouských parlamentních volbách 2006 vznikla 11. ledna 2007 druhá konzervativní vládní koalice stran SPÖ a ÖVP
Petici za legalizaci registrovaného partnerství prakticky napodobujícího švýcarský model zaštítila a podpořila ÖVP 1. října 2007.
Návrh takového zákona byl předložen na konci října 2007 a garantoval homosexuálním párům žijícím v něm rovná práva a povinnosti, vyjma adopce dětí.
Očekávalo se, že tento návrh bude projednán parlamentem přibližně v září 2008. Nicméně pád vládní koalice SPÖ a ÖVP a následné nové volby způsobily oddálení legislativního procesu. Dvě strany ve volbách ztratily podstatný počet hlasů. I tak ale pokračovaly v nové vládní koalici kancléře Wernera Faymanna (SPÖ).
V únoru 2009 založila rakouská ministryně vnitra Dr. Maria Fekterová pracovní skupinu složenou ze zástupců všech rakouských LGBT organizací, včetně Rechtskomitee Lambda (Lambda – výbor pro práva), RosaLila PantherInnen (Růžoví a levanduloví partneři) a HOSI Linec, Salzburg, Tyrolsko a Vídeň. Předmětem činnosti byla otázka legalizace registrovaného partnerství. Maria Fekterová oznámila, že návrh zákona o registrovaném partnerství (Eingetragene Partnerschaft) by měl být schválen na podzim 2009 a účinnosti nabýt 1. ledna 2010.
12. října 2009 začala Zelená alternativa tlačit na vládu, aby dodržela svůj slib uzákonit registrované partnerství k lednu 2010. Nejaktivnější byl mluvčí strany Albert Steinhauser podle něhož už byl nejvyšší čas začít se zabývat navrženým zákonem. Kromě toho také strana volala po zpřístupnění institutu manželství homosexuálním párům. Následující den oznámila rakouská ministryně spravedlnosti Claudia Bandionová-Ortnerová, že by se návrh zákona o registrovaném partnerství měl projednat v nadcházejících týdnech. Řekla, že důvodem zdlouhavého procesu přípravy jsou stále ještě některá sporná ustanovení. Hlavním středobodem kontroverzí byla otázka, zda by součástí registrovaného partnerství měl být i svatební obřad.
11. listopadu 2009 začala ministryně spravedlnosti Claudia Bandionová-Ortnerová za ÖVP tento návrh prezentovat. SPÖ se k němu postavila odmítavě, protože nezahrnoval ustanovení o obřadu.
17. listopadu 2009 podpořila rakouská vláda ministerský návrh zákona o registrovaném partnerství Claudie Bandionové-Ortnerové. Návrh garantuje párům žijícím v partnerství rovná práva a povinnosti v pracovněprávních vztazích, imigraci, penzích, daních a občanském právu jako mají manželské heterosexuální páry. Zákon taktéž umožňuje partnerům mít společné příjmení. 10. prosince prošel návrh Národní radou v poměru hlasů 110:64. 18. prosince jej schválila v poměru hlasů 44:8 Spolková rada. 30. prosince byl nový zákon publikován ve Spolkové sbírce zákonů Rakouské republiky (Bundesgesetzblatt) jako zákon č. 135/2009 Sb. Účinným se stal 1. ledna 2010. 4. ledna 2010 byly podle tohoto zákona ve Vídni sezdány první čtyři páry.
Hlasování Národní rady 10. prosince 2009
| Strana                                | Pro | Proti |
| ------------------------------------- | --- | ----- |
| Sociálně demokratická strana Rakouska | 54  | 0     |
| Rakouská lidová strana                | 51  | 0     |
| Svobodná strana Rakouska              | 0   | 30    |
| Aliance budoucnosti Rakouska          | 3   | 17    |
| Zelení – Zelená alternativa           | 2   | 17    |
| Celkem                                | 110 | 64    |

Rakouská LGBT organizace Rechtskomitee Lambda poukazuje na 72 rozdílů mezi registrovaným partnerstvím a manželstvím. Na základě nich vede kampaně za legalizaci stejnopohlavního manželství. Aktivisté usilují o změnu současné situace tak, aby bylo registrované partnerství zpřístupněné heterosexuálním párům a manželství homosexuálním párům.

### Rozšíření práv registrovaných partnerství
V lednu 2013 zrušil rakouský Ústavní soud spornou část zákona o registrovaném partnerství, čímž více zrovnoprávnil páry žijící v něm. 19. února 2013 rozhodnul Evropský soud pro lidská práva v kauze X a další vs. Rakousko, že partner/ka žijící v partnerství má právo na možnosti osvojit si dítě svého stejnopohlavního protějšku. 4. července 2003 přijal rakouský parlament novelu zákona o registrovaném partnerství, která tuto možnost legalizovala. Nový zákon nabyl účinnosti k 1. srpnu 2013.
V červnu 2013 se v nacházejících volbách nově vzniklá liberální strana NEOS rozhodla začlenit do svého volebního programu rovná práva pro registrovaná partnerství, včetně adopčních práv.
Vládní koalice SPÖ-ÖVP pokračovala i po volbách v r. 2013. Přestože SPÖ deklarovala podporu LGBT práv ve své platformě, neobsahovala koaliční smlouva žádnou výraznou expanzi LGBT práv z důvodu opozičního stanoviska konzervativní ÖVP.
Na konci září 2016 se tři ministři za ÖVP dohodli na odstranění dvou podstatných odlišností registrovaného partnerství od manželství: možnost registrace partnerství i na klasickém obecním úřadě (Standesamt), nikoli pouze v distriktech (Bezirkshauptmannschaften), regulace rodinného jména (Familienname) namísto regulace příjmení (Nachname), které bylo pro partnerství specificky upravené. Po schválení radou ministrů 22. listopadu 2016 a Národní radou 15. prosince se nová legislativa stala účinnou 1. dubna 2017. Deregulierungs- und Anpassungsgesetz 2016 – Inneres, které zahrnovaly několik nesouvisejících změn, jakož i změn podstaty zákonů, podpořily obě vládnoucí strany a NEOS. Naopak s odmítnutím se setkaly u FPÖ, Zelených a Team Stronach. Opoziční strany kritizovaly spojování nesouvisejících právních záležitostí do jednoho zákona.

## Stejnopohlavní manželství
Stejnopohlavní manželství bude v Rakousku po rozhodnutí Ústavního soudu legální od 1. ledna 2019. Příslušná novela měnící zákonnou definici manželství bude účinná od tohoto data.

### Historie
Přestože tehdy nebyly v Rakousku legální stejnopohlavní sňatky, je znám případ nepřímé legalizace prvního lesbického manželství. V r. 2006 totiž přiznal Ústavní soud transženě, která procházela změnou pohlaví z muže na ženu, právo setrvat v manželství se ženou. Soud tedy zrušil požadavek na rozvod manželství pro vdané/ženaté translidi, který tehdy tvořil podmínku pro přiznání nového úředního pohlaví.
20. listopadu 2013 zpracovala opoziční Zelená alternativa návrh zákona o rovném manželství, který pak předložila Národní radě. Tam o něm měla 17. prosince 2013 rozhodnout Justiční komise. Debata na toto téma byla odsunutá na podzim 2014. Vládnoucí koalice ji však neustále blokovala.
V r. 2013 dal podnět k rakouskému Ústavnímu soudu homosexuální pár oddaný v Nizozemsku s trvalým bydlištěm v Rakousku. Chtěli, aby je rakouské zákony uznaly a odstranily tak právní nejistotu, v níž žili. Jejich žalobě nebylo 12. března 2014 vyhověno.
V lednu 2015 shledal Ústavní soud stávající zákon o adopci neústavním a nařídil zákonodárcům přijmout do 31. prosince 2015 takovou změnu zákonů, která umožní společné osvojování dětí homosexuálními páry. 30. října 2015 oznámilo Ministerstvo spravedlnosti, že počínaje od 1. ledna 2016 nebude omezení pro takové páry již nadále uplatňováno. Ústavní soud tedy svým nálezem zrušil zákaz společné adopce dětí homosexuálními páry.
18. června 2015 zamítla Národní rada návrh Zelené alternativy, který legalizoval stejnopohlavní manželství. Ze 136 reprezentantů hlasovalo 26 pro a 110 proti návrhu. Sociální demokraté hlasovali proti z důvodu odmítavého postoje svých koaličních partnerů z ÖVP. NEOS (vyjma Christopha Vavrika) návrh jednomyslně podpořila. Team Stronach a FPÖ byly v odmítavém postoji obou vládnoucích stran zajedno.
V reakci na to byla zahájená iniciativa „Ehe Gleich!“ žádající stejnopohlavní manželství. Petiční komise při Národní radě se začala touto iniciativou zabývat 17. listopadu 2015 a žádala po Ministerstvu spravedlnosti vedeném Wolgangem Brandstetterem (ÖVP) a Ministerstvu rodiny vedeném Sophií Karmasinovou (ÖVP), aby se k ní vyjádřili. Ministerstvo rodiny řeklo, že tato záležitost nespadá do jeho kompetence. Podle Ministerstva spravedlnosti není zpřístupnění manželství homosexuálním párům nutné. V listopadu 2015 se iniciativa „Ehe Gleich!“ rozhodla zrušit zákaz stejnopohlavního manželství soudní cestou. Případ byl 21. prosince 2015 zamítnut vídeňským soudem. 21. března 2016 byl druhý případ stejnopohlavního manželství řešen u správního soudu Horních Rakous v Linci. 15. dubna 2016 soud této žalobě nevyhověl.
30. června 2016 se Petiční komise při Národní radě, která již předtím komunikovala s ministry spravedlnosti a rodiny, rozhodla zjistit stanovisko všech ministrů za SPÖ. Ministerstvo sociálních věcí v čele s ministrem Aloisem Stögerem (SPÖ) legalizaci jednoznačně podpořilo. Ministerstvo zdravotnictví a práv žen v čele s ministryní Sabinou Oberhauserovou (SPÖ) taktéž odpovědělo kladně. Příznivý postoj členů vlády následovaly stále se stupňující požadavky stranických kolegů na legalizaci stejnopohlavního manželství. Koaliční partneři ÖVP se k této otázce stále odmítali vyjadřovat. Nicméně ústavní kancelář vedená ministrem Thomasem Drozdou (SPÖ) odpověděla podobně jako ministerstva vedená členy ÖVP, a sice nekonzistentně s postoji členů SPÖ. Následně Kancelář spolkového kancléře Christiana Kerna (SPÖ), který byl v tomto úřadu pouhých pár měsíců, podpořila možnost legalizace stejnopohlavního manželství. Poté, co se dostala Ústavní kancelář pod kancléře, změnil se Drozdův postoj a sice tak, že se postaví na stranu SPÖ.
Na konci září 2016 se tři ministři za ÖVP dohodli na odstranění dvou podstatných odlišností registrovaného partnerství od manželství: možnost registrace partnerství i na klasickém obecním úřadě (Standesamt), nikoli pouze v distriktech (Bezirkshauptmannschaften), regulace rodinného jména (Familienname) namísto regulace příjmení (Nachname), které bylo pro partnerství specificky upravené. Po schválení radou ministrů 22. listopadu 2016 a Národní radou 15. prosince se nová legislativa stala účinnou 1. dubna 2017. Deregulierungs- und Anpassungsgesetz 2016 – Inneres, které zahrnovaly několik nesouvisejících změn, jakož i změn podstaty zákonů, podpořily obě vládnoucí strany a NEOS. Naopak s odmítnutím se setkaly u FPÖ, Zelených a Team Stronach. Opoziční strany kritizovaly spojování nesouvisejících právních záležitostí do jednoho zákona.
Následně 6. října 2016 vznesla iniciativa „Ehe Gleich“ další požadavek na Petiční komisi, která se následně obrátila na Ministerstvo zahraničních věcí pro mezinárodněprávnímu srovnání. Čili iniciativa stále trvá. Její předpokládané ukončení je naplánováno na leden 2017. 18. ledna 2017 se začal Petiční výbor dotazovat různých občanských sdružení.
V květnu 2017 se z důvodu nadcházejícího konce volebního období a nových voleb Zelení pokusili o zařazení stejnopohlavního manželství ještě před letními prázdninami. Parlament však jejich žádostí nevyhověl, vyjma strany NEOS, která návrh Zelených podpořila.

### Nález Ústavního soudu
12. října 2017 přijal rakouský ústavní soud podnět k přezkoumání ústavnosti zákonů zakazujících homosexuálním párům uzavřít manželství. 4. prosince 2017 rozhodl rakouský ústavní soud, že zákaz stejnopohlavního manželství je neústavní. Homosexuální páry žijící v Rakousku mohou uzavřít sňatek od 1. ledna 2019 Páry zapojené do soudů se mohly vzít okamžitě. 6. prosince se SPÖ, která už 9. listopadu 2017 představila návrh příslušného zákona o stejnopohlavním manželství, rozhodla začít tlačit na zbytek politického spektra, aby umožnil homosexuálním párům uzavřít manželství před 1. lednem 2019. 13. prosince 2017 předložila jiný návrh zákona o stejnopohlavním manželství také NEOS - Nové Rakousko prostřednictvím svého poslance Nikolause Scheraka. 31. ledna 2018 stáhli poslanci SPÖ svůj návrh a předložili jiný.
V září 2018 zahájil rakouský ministr spravedlnosti Josef Moser přípravy na implementaci nálezu ústavního soudu, který umožní homosexuálním párům uzavřít manželství a zároveň zpřístupní registrované partnerství i heterosexuálním párům.

### První stejnopohlavní manželství
12. října 2018 proběhl ve Vídni první svatební obřad lesbického páru uzavřivšího manželství, který byl také jedním z pěti žalujících párů podepsaných pod ústavní žalobou požadující přezkoumání ústavnosti zákonů zakazujících stejnopohlavní manželství. Na rozdíl od ostatních párů (které si musely počkat na 1. leden 2019) měl daný pár přednostní právo na uzavření manželství, protože byl právě jedním z odpůrců dříve vedení legislativy, a tudíž patři i mezi poškozené.

## Veřejné mínění
Průzkum EU z r. 2006 zkoumal vzorek 30 tisíců Rakušanů. 49 % z nich podporovalo stejnopohlavní manželství, což převyšuje průměr EU 41 %.
Statistika z ledna 2013 provedená společností Market a zveřejněná v Der Standardu ukázala, že 61 % Rakušanů podporuje stejnopohlavní manželství (41 % jednoznačně podporuje, 20 % spíše podporuje), zatímco 33 % je proti (15 % jednoznačně proti, 18 % spíše proti). Adopci homosexuálními páry podporovalo 56 % (35 % jednoznačně podporovalo, 21 % spíše podporovalo) a 37 % bylo proti (22 % jednoznačně proti, 15 % spíše proti).
Statistika společnosti Market z května 2014 publikovaná v ORF ukázala 73 % podporu stejnopohlavnímu manželství. 48 % bylo jednoznačně pro, 25 % spíše pro, 9 % spíše proti a 15 % jednoznačně proti, zatímco 3 % neodpověděly. Větší podpora byla znát u žen a mladých lidí.
Eurobarometrické šetření z r. 2015 ukázalo, že 62 % Rakušanů podporuje legalizaci stejnopohlavního manželství napříč celou Evropou, zatímco 32 % bylo proti.
Podle statistiky v magazínu Österreich z července 2017 by 59 % Rakušanů podpořilo stejnopohlavní manželství a 25 % bylo proti. 16 % respondentů nemělo na tuto otázku jednoznačný názor. Průzkum taktéž indikoval, že manželství pro všechny podporuje 79 % voličů NEOS, 73 % voličů Zelené alternativy, 71 % SPÖ, 56 % ÖVP a 46 % FPÖ.
Podle průzkumu Pew Research Center, který proběhl mezi dubnem a srpnem 2017, zveřejněných v květnu 2018 souhlasilo se stejnopohlavním manželstvím 78 % Rakušanů, zatímco 25 % bylo proti a 3 % nevěděla, nebo odmítla odpovědět. Co se týče náboženského vyznání, tak 87 % podporu vyjádřili ateisté, 86 % nepraktikující křesťané a 42 % praktikující křesťané.
Anketa ze září 2018 publikovaná v magazínu Österreich shledala, že 74 % Rakušanů souhlasí se stejnopohlavním manželstvím, zatímco 26 % je proti.